# NXT TakeOver: Takeoff to NXT TakeOver
NXT TakeOver: Takeoff to NXT TakeOver war eine Wrestling-Veranstaltung der WWE, die auf dem WWE Network ausgestrahlt wurde. Sie fand am 4. Oktober 2020 im Capitol Wrestling Center in Orlando, Florida, Vereinigte Staaten statt. Es war die 31. Austragung einer NXT-Großveranstaltung unter dem Namen NXT TakeOver seit Mai 2014 und die vierte im Jahr 2020.

## Hintergrund
Im Vorfeld der Veranstaltung wurden fünf Matches angesetzt.
Diese resultierten aus den Storylines, die in den Wochen vor NXT TakeOver: Takeoff to NXT TakeOver bei NXT, der wöchentlich auf dem WWE Network ausgestrahlten Show der Entwicklungs-Liga der WWE gezeigt wurden.

## Ergebnisse
| Matchart                                             |                    |      |                 | Zeit  |
| ---------------------------------------------------- | ------------------ | ---- | --------------- | ----- |
| Singles-Match um die NXT North American Championship | Damian Priest (C)  | bes. | Johnny Gargano  | 18:43 |
| Singles-Match                                        | Kushida            | bes. | Velveteen Dream | 13:19 |
| Singles-Match um die NXT Cruiserweight Championship  | Sántos Escobár (C) | bes. | Isaiah Scott    | 15:21 |
| Singles-Match um die NXT Women’s Championship        | Io Shirai (C)      | bes. | Candice LeRae   | 16:44 |
| Singles-Match um die NXT Championship                | Finn Bálor (C)     | bes. | Kyle O’Reilly   | 28:31 |

## Besonderheiten
- Aufgrund der Corona-Pandemie wurde der Pay-Per-View nur vor virtuellen Zuschauern ausgetragen.